# Bécassine de Swinhoe
Gallinago megala
Espèce
Statut de conservation UICN

 LC  : Préoccupation mineure
La Bécassine de Swinhoe (Gallinago megala) est une espèce d'oiseaux limicoles de la famille des Scolopacidae.

## Description
Cet oiseau mesure de 27 à 29 cm de longueur. Son bec est de longueur moyenne pour le genre Gallinago. Ses pattes sont épaisses et souvent jaunâtres.